# کوه کایرنگورم
کوه کایرنگورم (به انگلیسی: Cairngorm) یک کوه و  منطقهٔ مسکونی در کانادا است که در آلبرتا واقع شده‌است. کوه کایرنگورم ۲٬۶۱۰٫ متر بالاتر از سطح دریا واقع شده‌است.